# Liste der Monuments historiques in Grignols (Gironde)
Die Liste der Monuments historiques in Grignols (Gironde) führt die Monuments historiques in der französischen Gemeinde Grignols auf.

## Liste der Objekte
| Bezeichnung                | Beschreibung                                | Standort                                                  | Kennzeichnung | Schutzstatus | Datum | Bild |
| -------------------------- | ------------------------------------------- | --------------------------------------------------------- | ------------- | ------------ | ----- | ---- |
| Skulptur Madonna mit Kind  | Holz, bemalt und vergoldet, 19. Jahrhundert | in der Kirche Notre-Dame de l'Immaculée Conception (Lage) | PM33001402    | Inscrit      | 1980  |      |
| Skulptur Christus am Kreuz | Holz (?), 17./19. Jahrhundert               | in der Kirche Notre-Dame de l'Immaculée Conception (Lage) | PM33001226    | Inscrit      | 1974  |      |
| Skulptur Christus am Kreuz | Holz, 17. Jahrhundert                       | in der Kirche Notre-Dame de l'Immaculée Conception (Lage) | PM33000533    | Classé       | 1971  |      |
| Skulptur Madonna mit Kind  | Holz, 17. Jahrhundert                       | in der Kirche Notre-Dame de l'Immaculée Conception (Lage) | PM33000534    | Classé       | 1971  |      |
| Vier romanische Kapitelle  | Stein, 12. Jahrhundert                      | in der Kirche St-Jean-Baptiste in Auzac (Lage)            | PM33000532    | Classé       | 1961  |      |
| Skulptur Erzengel Michael  | Bronze, 1821, von André-Antoine Ravrio      | auf einem öffentlichen Platz (Lage)                       | PM33001721    | Inscrit      | 1991  |      |